# Ferme de la Papelotte
La ferme de la Papelotte est une ferme située sur le champ de bataille de Waterloo qui faisait partie du système de défense de Wellington et fut occupée brièvement par les troupes françaises le 18 juin 1815.

## Localisation
La ferme se situe près de la rue des Cosaques, à l'extrémité sud de la commune de Waterloo, à environ 2 km à l'est de la butte du lion. On y accède par le chemin de la Papelotte.

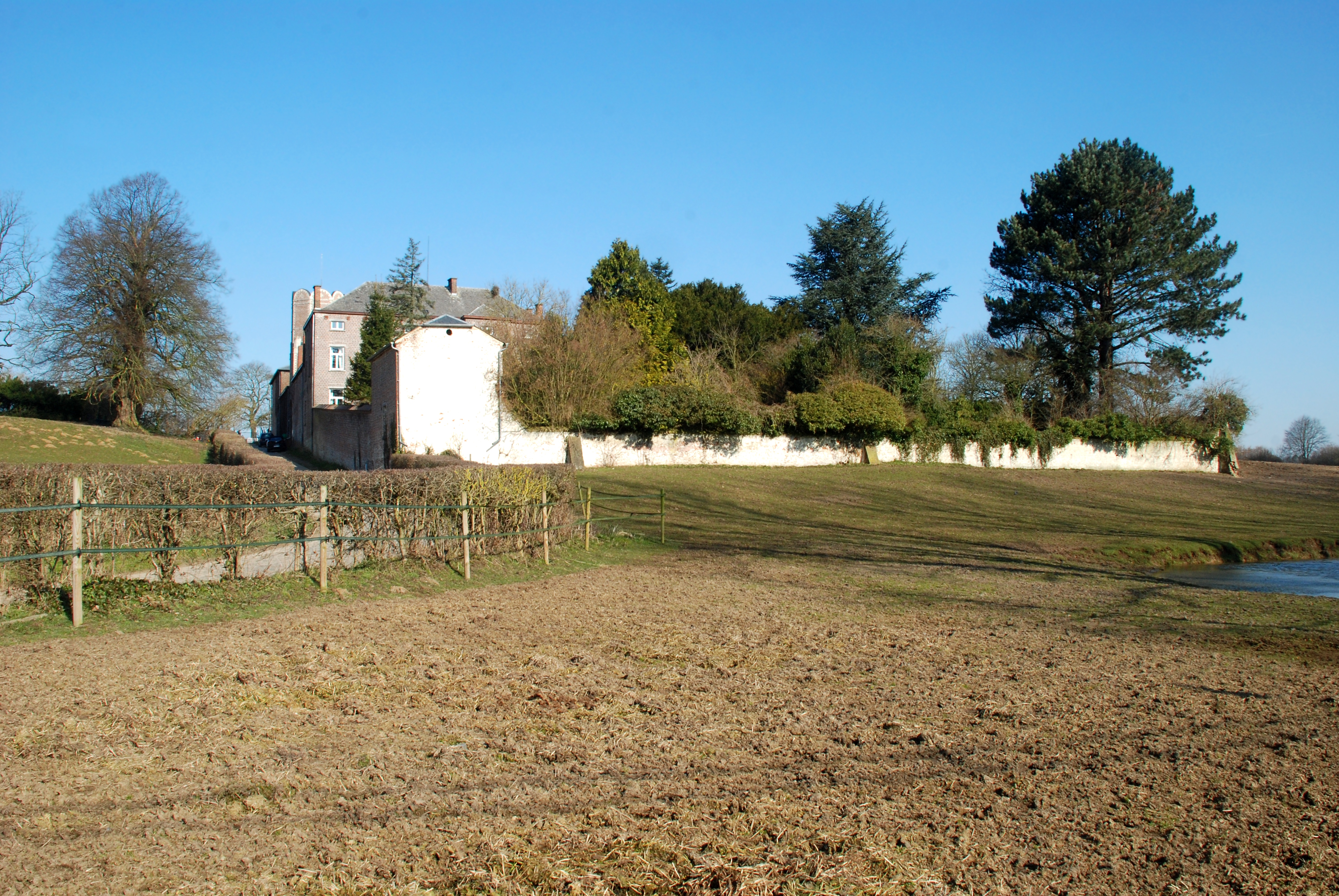
La ferme vue du sud.

## Historique

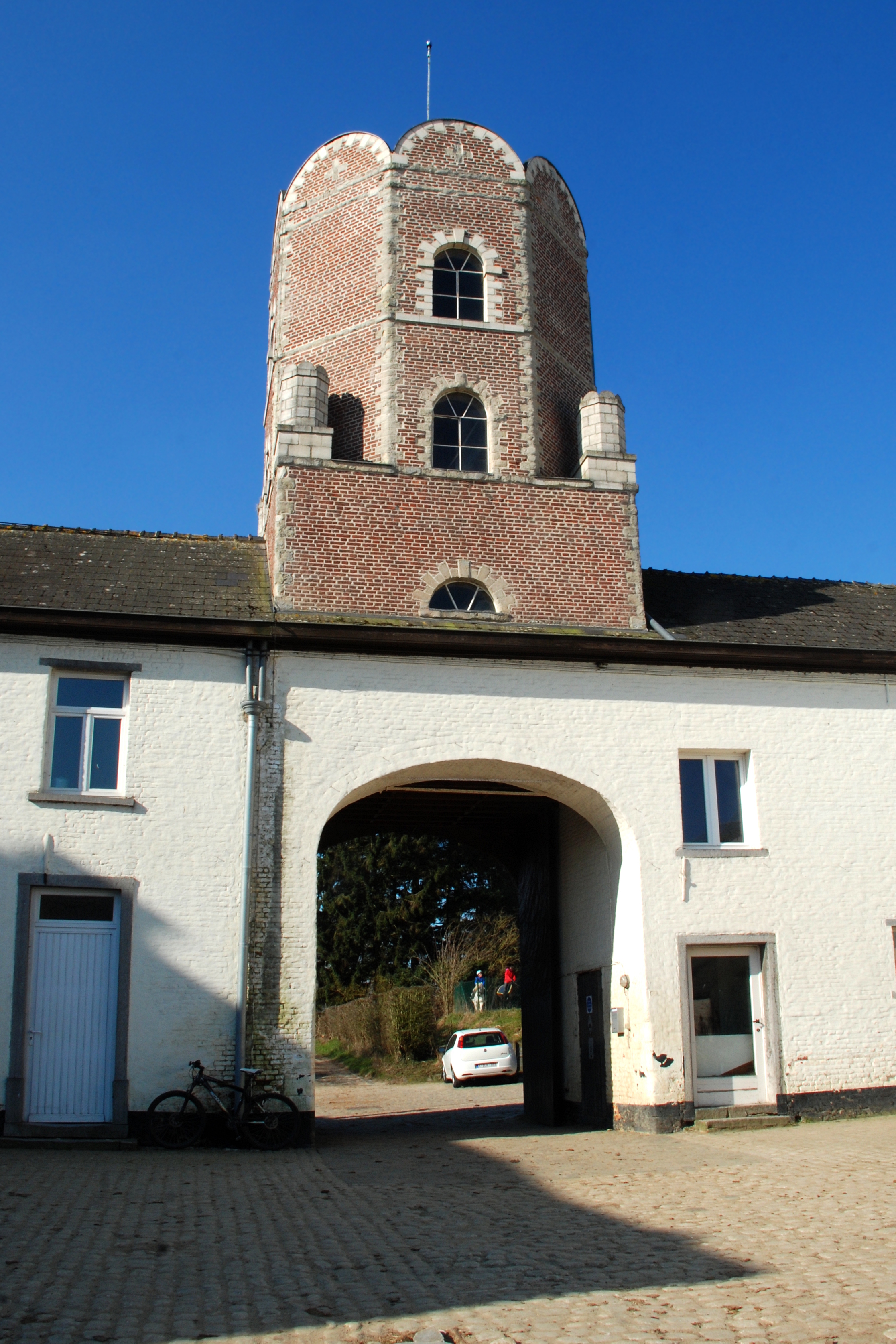
Le porche et la tour octogonale vus depuis la cour.

### La ferme au cœur de la bataille de Waterloo
Le 18 juin 1815, lors de la bataille de Waterloo, la ferme de la Papelotte constituait un des trois points d'appui de l'armée de Wellington, avec le château-ferme de Hougoumont et la ferme de la Haie Sainte.
Défendue par deux régiments de Nassauviens (soldats allemands originaires du Duché de Nassau, intégrés à l'armée hollandaise), elle a été occupée brièvement par les troupes françaises. Parmi les personnalités ayant été dans la ferme ce jour-là et ayant laissé un témoignage, on peut citer Marcellin Marbot qui commandait le 7e régiment de hussards et dont l'uniforme est présenté dans la salle dédié aux Cent-Jours au Musée de l'Armée.
La ferme fut partiellement incendiée lors de la bataille et ne fut reconstruite qu'en 1857-1858, époque à laquelle fut érigée la tour octogonale qui surmonte le porche,.

### Protection
Bien que non classée, la ferme se trouve dans le périmètre protégé par la loi du 26 mars 1914 qui protège le site de la bataille de Waterloo.
Vendue en 1999 à la société immobilière Imbra, qui gère depuis 1931 les biens fonciers des descendants de Jeanne Solvay (1864-1947), la ferme abrite actuellement le centre équestre de la Papelotte.

## Architecture
Comme la ferme de la Haie Sainte, la ferme de la Papelotte est un exemple typique de ferme brabançonne en quadrilatère dont les bâtiments sont disposés autour d'une cour centrale.
Comme souvent en Brabant wallon, la ferme présente une maçonnerie de briques peintes à la chaux de couleur blanche, sauf la base des murs, peinte en noir sur une hauteur de quelques dizaines de centimètres. Les toitures, en bâtière simple (sauf la grange et le corps de logis qui présentent des bâtières à croupes), sont couvertes d'ardoises.
La façade ouest, en briques apparentes à l'extérieur, est percée d'un large portail dont les piédroits harpés en pierre bleue supportent un arc en anse de panier. Ce portail est surmonté d'une tour octogonale en briques ornée de chaînages d'angle en pierre blanche. Cette tour (complètement atypique pour une ferme brabançonne) repose sur une base carrée qui porte quatre petites tourelles de pierre aux angles.
Au nord, la ferme présente une vaste grange datée de 1856 qui s'ouvre sur la cour par une porte semblable au portail occidental (encadrement de pierre bleue, piédroits harpés et arc en anse de panier).
Une remise à voitures s'ouvre sur l'angle est de la cour par six arcades en anse de panier séparées par des piles en pierre bleue.

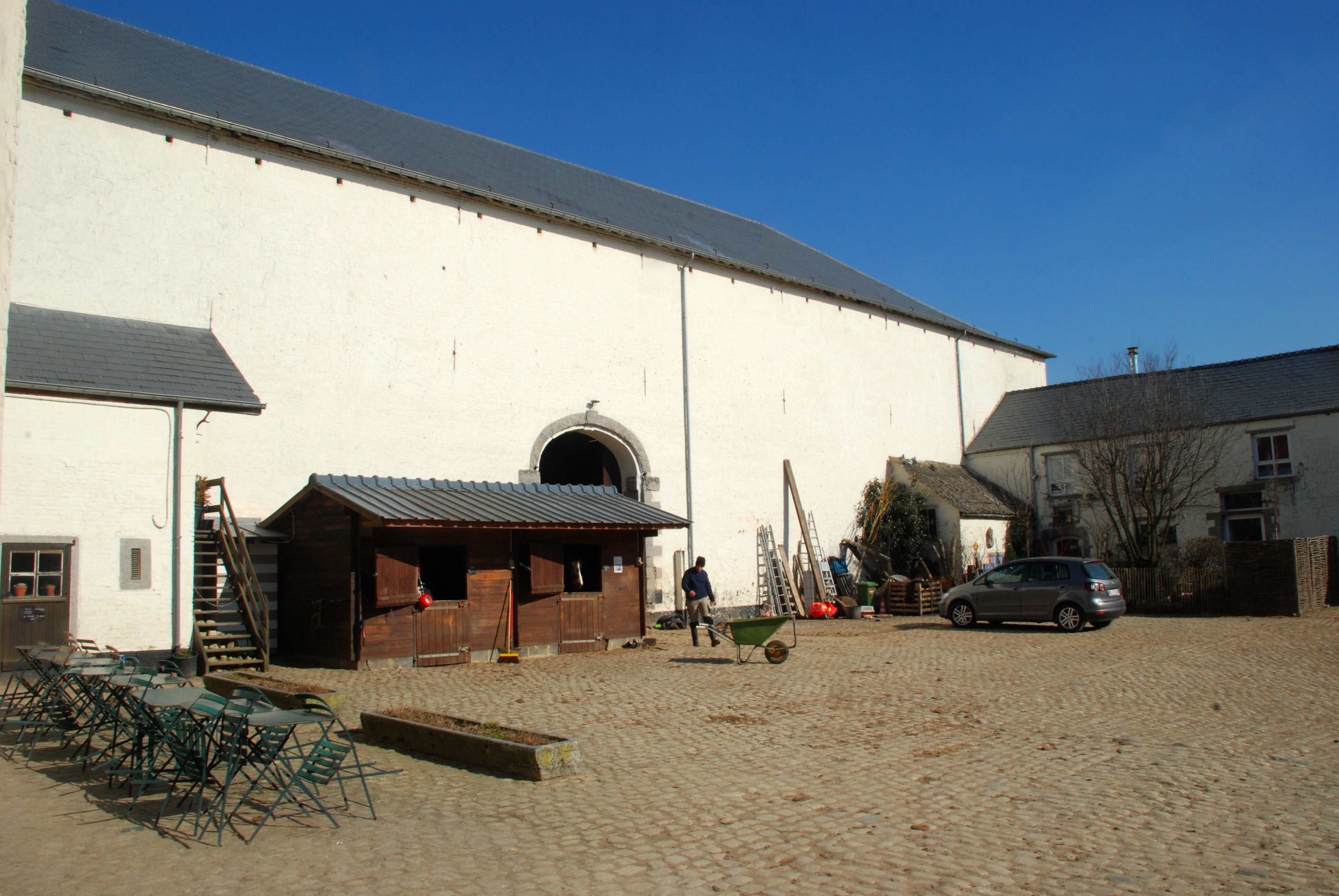
La grange.
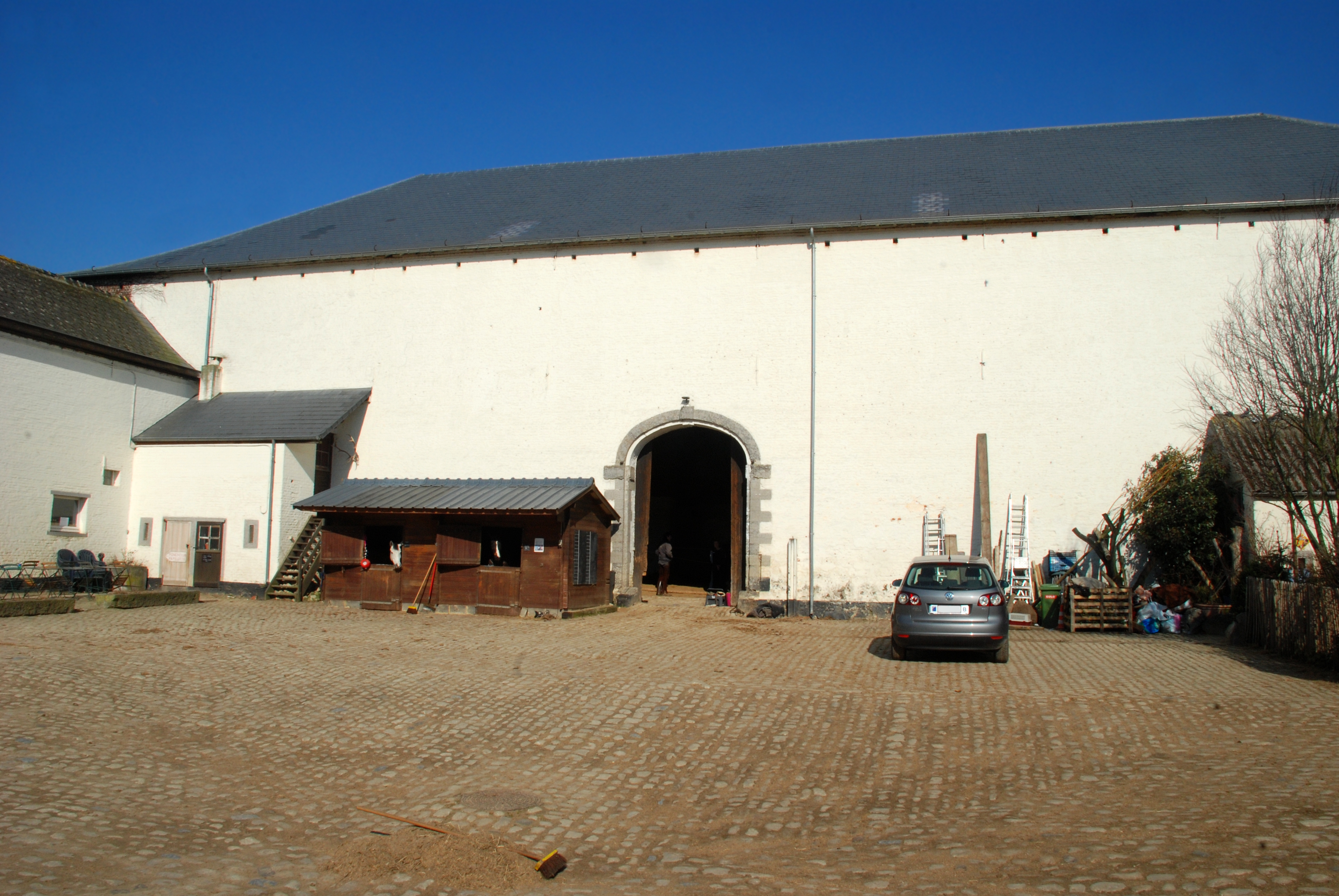
La grange.
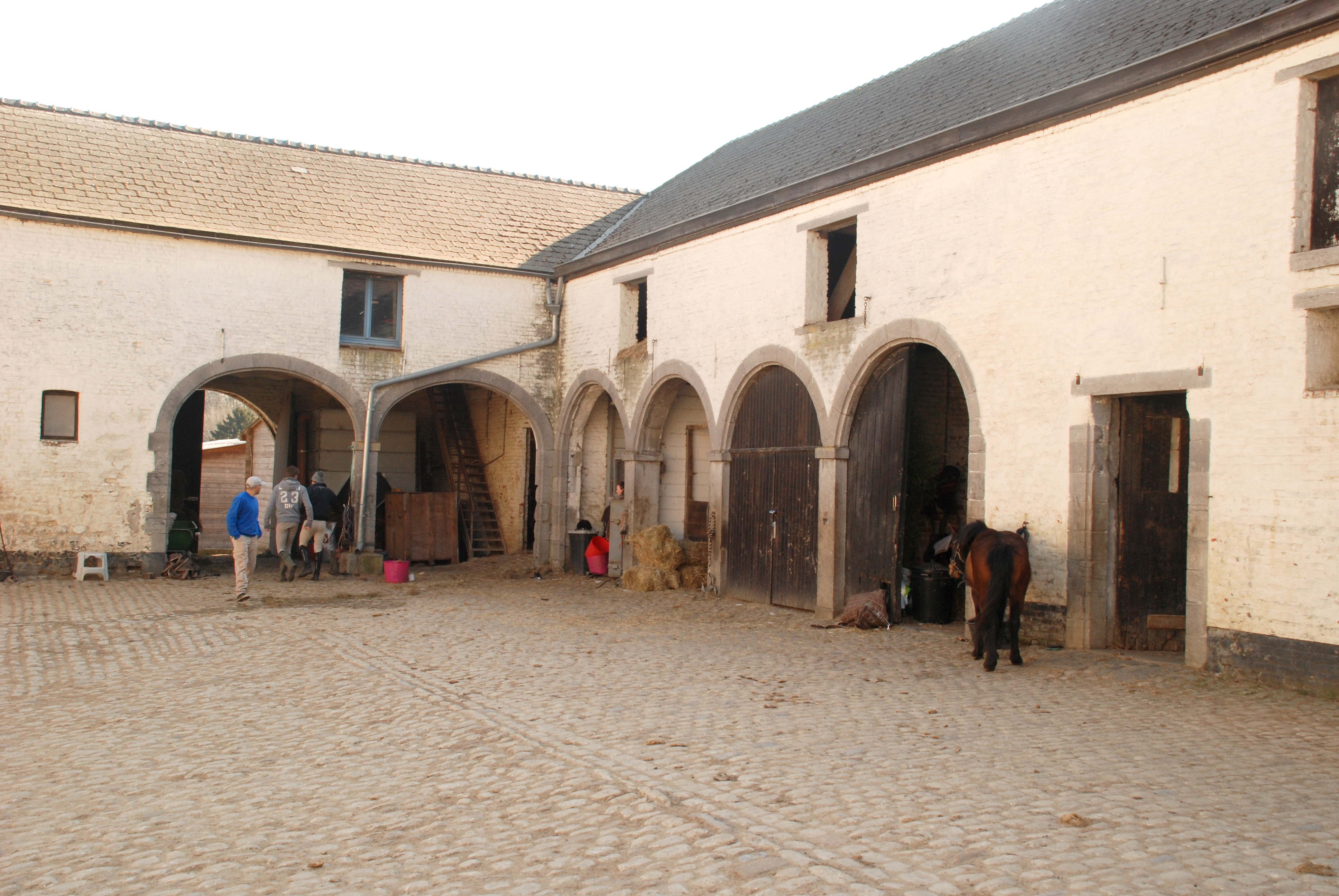
Les arcades de la remise à voiture.